# Beautiful Boy (phim)
Beautiful Boy  là một bộ phim tiểu sử, chính kịch Mỹ năm 2018 của đạo diễn người Bỉ Felix van Groeningen, cũng là tác phẩm điện ảnh tiếng Anh đầu tay của anh. Kịch bản của phim được chắp bút bởi Luke Davies và van Groeningen dựa trên cuốn hồi kí Beautiful Boy: A Father's Journey Through His Son's Addiction của tác giả David Sheff và Tweak: Growing Up on Methamphetamines của Nic Sheff. Beautiful Boy tập trung khai thác mối quan hệ phụ tử giữa người cha luôn giàu lòng yêu thương David Sheff (Steve Carell) và cậu con trai nghiện ngập của ông, Nic Sheff (Timothée Chalamet). Bộ phim cũng có sự góp mặt của các diễn viên Maura Tierney và Amy Ryan.
Beautiful Boy được ra mắt lần đầu tiên trên toàn cầu tại Liên hoan phim quốc tế Toronto vào ngày 7 tháng 9 năm 2018, sau đó Amazon Studios chính thức phát hành bộ phim tại Hoa Kỳ vào ngày 12 tháng 10 năm 2018. Tuy không thành công về mặt thương mại khi chỉ thu về 16 triệu USD trên ngân sách 25 triệu USD nhưng phim lại nhận được phản hồi tích cực từ giới phê bình, đặc biệt là diễn xuất của Carell và Chalamet. Với màn trình diễn của mình, Chalamet mang về đề cử cho hạng mục Nam diễn viên phụ xuất sắc nhất tại các lễ trao giải như Giải Quả cầu vàng, Giải thưởng của Nghiệp đoàn Diễn viên Màn ảnh (SAG), Giải BAFTA, Giải Critics’ Choice và một số thành tựu khác.

## Nội dung
Nicholas, hay Nic, là con trai của nhà báo tờ New York Times David Sheff. Anh đột nhiên mất tích hai ngày rồi trở về nhà với những dấu hiệu rõ ràng của việc sử dụng ma túy. Thấy được điều này, David ngay lập tức đưa Nic đến trại cai nghiện. Việc điều trị có hiệu quả và anh được các bác sĩ chuyển đến nhà phục hồi. Tuy nhiên, chỉ vài ngày sau, Nic lại biến mất và David tìm thấy anh đang vật vờ trên đường phố.
Trở lại cơ sở cai nghiện, Nic thú nhận rằng anh đã sử dụng vô số các loại ma túy, thậm chí có cả ma túy đá. Anh cuối cùng cũng hoàn thành phác đồ điều trị và bày tỏ mong muốn được quay trở lại trường đại học. Nhận thấy Nic có sự tiến bộ, David cho phép con trai đi học xa nhà để trở thành một nhà văn. Cậu tỏ ra thoải mái và tỉnh táo hơn trước, cũng như có nhiều tiến bộ trong học hành và bắt đầu hẹn hò với Julia, cô bạn cùng lớp xinh đẹp. Trong bữa tối đầm ấm tại nhà của bố mẹ bạn gái, Nic chợt tìm thấy một lọ đầy các viên uống trong tủ thuốc của gia đình. Anh nuốt thử một viên khiến cho cơn nghiện từ từ tái phát lại, làm Julia không còn cách nào khác là phải lập tức chia tay với anh. Cơn thèm thuốc giày vò Nic mãi cho đến khi anh mua được heroin. David nhận ra sự thay đổi bất thường ở cậu con trai, ông quyết định đọc nhật ký của Nic. Trước sự kinh hãi của ông bố tội nghiệp là những trang viết đầy các câu từ và hình vẽ vô cùng đáng sợ mà Nic dùng để diễn tả cơn nghiện ngày một trầm trọng của mình. Trong các trang cuối của cuốn nhật kí, Nic viết rằng anh định mua heroin thay vì ma túy đá vì thấy tàng trữ nó trong trường học là quá khó khăn.
Khi Nic về nhà, David cảm nhận được rằng con trai đang dần sa đà vào con đường cũ. Quá bức bối vì luôn bị cha nghi ngờ chuyện hút chích, Nic lại bỏ đi. Một hôm, hai cha con gặp nhau, Nic xin tiền cha để anh có thể đến New York. David từ chối vì ông biết chắc Nic sẽ lại dùng chúng vào ma túy, khiến anh tức giận rời đi. David đang ở nhà thì bất ngờ nhận được cuộc gọi từ một bệnh viện ở New York nói rằng Nic đã dùng ma túy quá liều. Người cha liền bay đến New York để cứu con trai và sau khi nói chuyện với người vợ cũ của ông—mẹ của Nic, Vicki, ông quyết định rằng Nic nên chuyển đến sống với mẹ ở Los Angeles.
Nic có một khởi đầu mới ở Los Angeles. Anh tham gia vào các buổi gặp mặt phục hồi chức năng, đi chơi với người bảo hộ của anh, Spencer, và thậm chí còn làm công việc giúp đỡ các bệnh nhân mới vượt qua cơn thèm thuốc tại một trung tâm cai nghiện. Suốt 14 tháng liền Nic không hề đụng đến ma túy. Một hôm, anh lái xe về thăm David và gia đình. Thấy Nic trở lại là chính mình và vui vẻ chơi đùa với hai người em cùng cha khác mẹ của anh, David rất đỗi vui mừng và vợ ông Karen cũng vậy. Tuy nhiên, khi Nic rời đi, anh đột ngột mất tinh thần, tỏ ra tức tối với chính sự tỉnh táo hiện tại của mình và lo sợ rằng sẽ lại bị tái nghiện. Spencer cố khuyên can Nic qua điện thoại nhưng vô ích. Tối đó, Nic lái xe đến San Francisco. Tại đây anh gặp lại Lauren, một bạn nghiện cũ của anh, thú nhận rằng muốn được "tiệc tùng" dù đã không dính dáng gì đến ma túy trong suốt một khoảng thời gian dài. Hai người mua đủ các loại ma túy từ những kẻ trên đường phố rồi sau đó đến nhà của Lauren để cùng hút chích và cuối cùng làm tình với nhau.
Biết tin Nic lại mất tích, David liền chuẩn bị lên đường để đi tìm anh nhưng bị Karen ngăn cản, nói rằng ông đã làm mọi thứ có thể vì con trai và chứng nghiện ngập của anh là vô phương cứu chữa. David đành chấp nhận dù rất đau lòng. Một ngày nọ, khi David cùng gia đình đi vắng, Nic và Lauren đột nhập vào nhà của họ và lấy đi một số tài sản có giá trị. Hai người nhanh chóng rời đi khi gia đình David trở về. Lúc đầu, họ không bị phát hiện, nhưng cậu con trai khác của David là Jasper nói với bố mẹ rằng em nhìn thấy Nic, nghe vậy và cả David và Karen đều lao ra tìm họ. Karen phóng xe đuổi theo Nic và Lauren nhưng không thể theo kịp và cuối cùng phải để họ đi.
Lauren sau đó lên cơn sốc thuốc, nhưng Nic kịp thời sơ cứu và cô được đưa đến bệnh viện. Nic vừa khóc vừa gọi cho David để xin ông cho anh được trở về nhà, nhưng người cha không đồng ý. Dù Nic có cố van nài thế nào, David vẫn cúp máy và ông vỡ òa trong nước mắt. Quá đỗi tuyệt vọng, Nic sau đó cũng lên cơn sốc thuốc vì quá liều nhưng anh may mắn sống sót. David cùng Vicki bệnh viện đến thăm con trai, hai cha con ôm nhau khóc.
Cảnh hậu danh đề cho biết Nic đã tỉnh táo trong suốt tám năm sau đó, điều không thể xảy ra nếu như không có tình yêu thương và sự hỗ trợ từ phía gia đình và bạn bè.

## Diễn viên
- Steve Carell trong vai David Sheff
- Timothée Chalamet trong vai Nicholas "Nic" Sheff
  - Jack Dylan Grazer trong vai Nic Sheff 12 tuổi
  - Zachary Rifkin trong vai Nic Sheff 8 tuổi
  - Kue Lawrence trong vai Nic Sheff 4 và 6 tuổi
- Maura Tierney trong vai Karen Barbour-Sheff
- Amy Ryan trong vai Vicki Sheff
- Kaitlyn Dever trong vai Lauren
- Andre Royo trong vai Spencer
- LisaGay Hamilton trong vai Rose
- Timothy Hutton trong vai bác sĩ Brown
- Amy Forsyth trong vai Diane
- Ricky Low trong vai Destiny
- Stefanie Scott trong vai Julia

## Quá trình sản xuất
Năm 2008, Paramount Pictures và Plan B Entertainment thông báo họ đã mua bản quyền màn ảnh cho hai cuốn sách của cha con nhà Sheff là Beautiful Boy: A Father's Journey Through His Son's Addiction (tạm dịch: Con trai yêu quý: Hành trình của người cha cứu con khỏi cái chết trắng) và Tweak: Growing Up on Methamphetamines (tạm dịch: Đổi thay: Trưởng thành cùng ma túy đá). Cả hai cuốn đều xoay quanh khoảng thời gian nghiện ngập của Nic và quá trình anh phục hồi. Theo hãng phim và nhà sản xuất, họ sẽ sử dụng các tác phẩm mới được xuất bản này để tái hiện bức tranh toàn cảnh về cái chết trắng, từ góc nhìn của một thanh niên trẻ nghiện ma túy đá và người cha bất lực nhìn con ngày một héo mòn. Năm 2011, có thông báo cho rằng biên kịch-đạo diễn Cameron Crowe đã hoàn thành một kịch bản dựa trên hai tác phẩm trên. Sang năm 2012, TheWrap đưa tin Crowe sẽ nắm quyền chỉ đạo bộ phim dựa trên kịch bản của chính mình sau khi tác phẩm điện ảnh lãng mạn Aloha của ông đóng máy, cùng với đó là sự tham gia vào dự án của hãng New Regency khi Paramount quyết định rút lui. Vào tháng 12 năm 2013, Mark Wahlberg được cho là sẽ vào vai nhân vật David Sheff, còn Crowe vẫn giữ vai trò đạo diễn.
Năm 2015, tờ Variety thông báo rằng quyền chỉ đạo bộ phim được chuyển giao cho đạo diễn người Bỉ Felix van Groeningen, ngoài ra biên kịch người Úc Luke Davies cũng đã viết xong một kịch bản mới. Vào tháng 1 năm 2017, báo chí đưa tin Steve Carell và Will Poulter sẽ lần lượt vào vai hai cha con nhà Sheff, bên cạnh đó các nhà sản xuất chính được công bố là Dede Gardner, Jeremy Kleiner và Brad Pitt. Một tháng sau đó, Timothée Chalamet chính thức tham gia vào bộ phim với vai Nic Sheff, còn Carell vẫn vào vai David Sheff như đã được thông báo. Trong một bài phỏng vấn vào năm 2018, van Groeningen tiết lộ trong số hơn 200 băng hình mà anh nhận được từ các diễn viên đang thử vai cho Nic, Chalamet nghiễm nhiên trở nên nổi bật. Anh nói thêm, "Trong quá trình tuyển vai, chúng tôi cố tình không chọn [một diễn viên nổi tiếng]... vì như vậy sẽ đỡ áp lực hơn, nhưng giờ thì thật tuyệt vời... Khi ấy không ai trong số chúng tôi biết được rằng cậu ấy đột nhiên trở thành hiện tượng trên toàn cầu như vậy, nhưng [Chalamet] hoàn toàn xứng đáng với điều đó. Nếu như [danh tiếng của cậu ấy] có thể thu hút nhiều người trẻ đến rạp thì còn gì mừng hơn." Tháng 3 năm 2017, Amy Ryan, Maura Tierney, Kaitlyn Dever, Timothy Hutton và LisaGay Hamilton là các diễn viên được xác nhận tiếp theo của tác phẩm, sau đó là Andre Royo vào tháng 4 năm 2017. Trước khi quay phim, van Groeningen đã sắp xếp cho dàn diễn viên hai tuần để diễn tập, một cách làm phổ biến của nền điện ảnh Bỉ nhưng không có ở kinh đô Hollywood.

## Quay phim
Quá trình ghi hình cho Beautiful Boy bắt đầu vào ngày 27 tháng 3 năm 2017 cho đến tháng 5 năm 2017 ở khu vực xung quanh Los Angeles và San Francisco. Ngôi nhà của gia đình Sheff từng xuất hiện trong seri phim truyền hình Big Little Lies, tuy nhiên cũng đã được nhà thiết kế sản xuất Ethan Tobman thực hiện nhiều sửa đổi, trong đó có quầy bếp.
Theo van Groeningen, những cảnh quay đầu tiên là các phân đoạn dữ dội nhất của bộ phim, trong đó có cảnh Nic phải nhập viện vì dùng ma túy quá liều. Chalamet được chỉ định phải giảm cân vài tuần trước khi quay "cảnh nhập viện" và sau đó nghỉ ngơi hồi phục để tiếp tục hoàn thành các cảnh quay còn lại. Anh cũng cho biết đã có rất nhiều lần "ghé qua" của bác sĩ và những pha "nguy kịch" trong quá trình ghi hình, nói rằng, "Lí trí của bạn biết những gì bạn đang làm là diễn xuất. Nhưng khi bạn đã giảm tới 9 kg và phải liên tục đứng dưới làn mưa nhân tạo trong suốt tám lần quay chỉ với một chiếc áo phông, cơ thể bạn lại không hề hay biết rằng bạn đang diễn."
Quá trình hậu kì của Beautiful Boy mất tổng cộng bảy tháng, trong thời gian đó tác phẩm nhiều lần được chỉnh sửa lại toàn bộ. Nico Leunen, một cộng tác viên lâu năm của van Groeningen, vốn không tham gia vào dự án; tuy nhiên vị đạo diễn cảm thấy không hài lòng với quá trình chỉnh sửa nên Leunen đã được đưa đến Los Angeles để dựng lại bộ phim.

## Phát hành
Ngày 7 tháng 9 năm 2018, Beautiful Boy đã có buổi công chiếu đầu tiên trên toàn thế giới tại Liên hoan phim quốc tế Toronto với sự tham gia của dàn diễn viên và đạo diễn, bên cạnh đó là David và Nic Scheff bất ngờ xuất hiện sau buổi chiếu. Bộ phim xuất hiện tại các rạp chiếu phim Hoa Kỳ vào ngày 12 tháng 10 năm 2018 và tại Vương quốc Anh vào ngày 18 tháng 1 năm 2019. Tác phẩm chính thức ra mắt trên nền tảng Amazon Prime vào ngày 3 tháng 1 năm 2019.

## Đón nhận

### Đánh giá chuyên môn
Trên hệ thống tổng hợp kết quả đánh giá Rotten Tomatoes, Beautiful Boy có tỉ lệ đánh giá tích cực là 69% dựa trên 245 đánh giá, với số điểm trung bình là 6,5/10. Phần nhận xét chung của phim trên trang web này có nội dung: "Qua Beautiful Boy, Timothée Chalamet và Steve Carell đã mang đến màn trình diễn hiếm có, đủ sức để bù đắp cho những ấn tượng về mặt cảm xúc còn ẩn giấu của câu chuyện." Trên trang Metacritic, số điểm trung bình của bộ phim là 62/100 dựa trên đánh giá của 45 nhà phê bình, cho thấy "phản ứng tích cực chiếm đa số".

### Thành tựu
| Giải thưởng                                      | Ngày trao giải       | Hạng mục                                                    | Đề cử cho            | Kết quả   | Chú thích     |
| ------------------------------------------------ | -------------------- | ----------------------------------------------------------- | -------------------- | --------- | ------------- |
| Liên hoan phim Adelaide                          | 21 tháng 10 năm 2018 | Giải Phim điện ảnh quốc tế                                  | Beautiful Boy        | Đề cử     | [ 32 ]        |
| Liên hoan phim Aspen                             | 30 tháng 9 năm 2018  | Giải Độc lập tự nhiên                                       | Felix van Groeningen | Đoạt giải | [ 33 ] [ 34 ] |
| Giải BAFTA                                       | 10 tháng 2 năm 2019  | Nam diễn viên phụ xuất sắc nhất                             | Timothée Chalamet    | Đề cử     | [ 35 ]        |
| Liên hoan phim quốc tế Chicago                   | 19 tháng 10 năm 2018 | Giải thưởng của nhà sáng lập                                | Beautiful Boy        | Đoạt giải | [ 36 ]        |
| Giải Critics’ Choice                             | 13 tháng 1 năm 2019  | Nam diễn viên phụ xuất sắc nhất                             | Timothée Chalamet    | Đề cử     | [ 37 ]        |
| Liên hoan phim quốc tế Flanders                  | 19 tháng 10 năm 2018 | Giải Khán giả North Sea Port                                | Beautiful Boy        | Hạng 5    | [ 38 ] [ 39 ] |
| Giải Quả cầu vàng                                | 6 tháng 1 năm 2019   | Nam diễn viên điện ảnh phụ xuất sắc nhất                    | Timothée Chalamet    | Đề cử     | [ 40 ]        |
| Giải Điện ảnh Hollywood                          | 4 tháng 11 năm 2018  | Giải Điện ảnh Hollywood cho nam diễn viên phụ xuất sắc nhất | Timothée Chalamet    | Đoạt giải | [ 41 ] [ 42 ] |
| Giải Điện ảnh Hollywood                          | 4 tháng 11 năm 2018  | Giải Điện ảnh Hollywood cho đạo diễn đột phá                | Felix van Groeningen | Đoạt giải | [ 41 ] [ 42 ] |
| Giải thưởng của Hiệp hội Phê bình phim San Diego | 10 tháng 12 năm 2018 | Nam diễn viên phụ xuất sắc nhất                             | Timothée Chalamet    | Đoạt giải | [ 43 ]        |
| Liên hoan phim quốc tế San Sebastián             | 29 tháng 9 năm 2018  | Giải Vỏ Sò vàng                                             | Beautiful Boy        | Đề cử     | [ 44 ] [ 45 ] |
| Giải Satellite                                   | 17 tháng 2 năm 2019  | Nam diễn viên điện ảnh phụ xuất sắc nhất                    | Timothée Chalamet    | Đề cử     | [ 46 ]        |
| Giải thưởng của Nghiệp đoàn Diễn viên Màn ảnh    | 27 tháng 1 năm 2019  | Nam diễn viên phụ xuất sắc nhất                             | Timothée Chalamet    | Đề cử     | [ 47 ]        |
| Liên hoan phim quốc tế Toronto                   | 16 tháng 9 năm 2018  | Giải Sự lựa chọn của công chúng                             | Beautiful Boy        | Đề cử     | [ 48 ] [ 49 ] |